# واراندا
واراندا (به ارمنی: Վարանդա) یک منطقهٔ مسکونی در جمهوری آرتساخ است که در استان مارتونی واقع شده‌است.